# Gedelti Gueiros
Gedelti Victalino Teixeira Gueiros (Bom Jesus do Itabapoana, 19 de novembro de 1931 – Vila Velha, 5 de julho de 2025) foi um empresário, pastor protestante, cofundador e Presidente da Igreja Cristã Maranata (2007-2025).

## Biografia
Gedelti Gueiros nasceu em 19 de novembro de 1931 na cidade fluminense de Bom Jesus do Itabapoana, filho dos pernambucanos Abílio Teixeira Gueiros (filho de Antônio Teixeira Calado e Francisca da Silva Gueiros, sendo esta irmã dos pastores presbiterianos Antônio e Jerônimo de Carvalho Silva Gueiros, o "leão do Norte") e Sarah Victalino Teixeira Gueiros.
Na infância, sua família mudou-se novamente, desta vez para Vila Velha, Espírito Santo, município no qual permanece até os presentes dias. A família Gueiros havia se convertido ao protestantismo em 1895 por meio de pregações do médico e missionário Dr. George William Butler, de modo que, assim como os Gueiros de Pernambuco, o Sr. Abílio, sua esposa Sarah e seus filhos Jedaías, Jabes, Sarah, Gedelti, Jerusa e Edna Júnia congregavam na Igreja Presbiteriana do Brasil.

### Educação
Em março de 1954, Gedelti se graduou no Curso de Odontologia pela Universidade Federal do Espírito Santo (UFES). Tornou-se especialista em implante dental e metal cerâmica pela Universidade de Mount Vernon e Massachusetts nos Estados Unidos. Completou pós-graduação em Didática do Ensino Superior em 1982.

### Carreira Acadêmica
Atuou na UFES como monitor da Cadeira de Prótese de 1956 a 1957, auxiliar de ensino superior da Cadeira de Prótese dentária entre 1957 e 1958, assistente de ensino superior da Cadeira de Prótese dentária entre 1958 a 1972, professor assistente responsável pela disciplina de Clínica Protética (professor fundador) no ano de 1974, tornou-se concursado como professor adjunto responsável pela disciplina de Clínica Protética e Coordenador do Concurso Público para provimento do Cargo de Protético. Além de ser membro permanente de Integração Curricular (CPIC) do Curso de Odontologia do Centro Biomético.
Atuou no SENAC como Coordenador do Curso de Protético, Coordenador do Curso de Auxíliar Protético Dentário, Coordenador do Curso Técnico de Prótese e Orientador do Curso de auxiliar do Protético Dentário.
Ainda, Gedelti foi Membro da Academia Brasileira de Prótese, Presidente da CISBIO, Vice Presidente da ABO.

### Atuação Profissional
Gedelti atuou como Cirurgião Dentista da Associação dos Funcionários Públicos do Espírito Santo de 1959 a 1965 e Cirurgião Dentista da Escola de Aprendizes-Marinheiros do Espírito Santo desde 1969.

## Cisão da Igreja Presbiteriana do Brasil
Aos 19 de janeiro de 1954, segundo registro da Igreja Presbiteriana do Brasil, no relato do Dr. Joel Ribeiro Brinco, foi eleito diácono, sendo seu irmão, Jedaías, eleito o primeiro pastor da Primeira Igreja Presbiteriana do Brasil em Vila Velha (até dezembro de 1959) - PIPBVV, e seu pai, Abílio, presbítero regente. Casou-se com Jurama Barros Gueiros em 1959, filha do Rev. Eng. Manoel dos Passos Barros, então membro do Presbitério de Vitória - PVTR, futuro organizador, co-fundador e primeiro Presidente da Igreja Cristã Maranata.
Os meados da década de 1960 foram bastantes intensos para a Gedelti e sua família. Naquele tempo, segundo Joel Brinco, seu pai, Abílio Teixeira Gueiros, proprietário da única padaria local, era muito conhecido pela comunidade local e, frequentando ele a PIPBVV, esta era conhecida pela comunidade como "Igreja de Seu Abílio". Não obstante, "a família Gueiros era a mais proeminente na comunidade presbiteriana de Vila Velha", uma vez que a mulher deste, e mãe de Gedelti, Sra. Sarah Victalino Gueiros, fazia parte da Sociedade Auxiliadora Feminina (SAF), sendo, "quase sempre, sua presidenta". Seus pais eram professores na Escola Dominical. Seus irmãos eram Rev. Jedaías (juiz), Jabes (advogado), Sara (educadora e esposa de Edward Hemming Dodd), Jerusa (professora da UFES) e Edna Júnia (pedagoga).
Jedaías Victalino Teixeira Gueiros, como supramencionado, foi o primeiro Pastor Titular da PIPBVV.  Gedelti organizou a União da Mocidade Presbiteriana (UMP), da qual foi seu primeiro presidente, além de exercer o cargo de diácono e, posteriormente, presbítero, como seu pai, chegando, também, à superintendência da Escola Dominical. Ainda segundo BRINCO, no "púlpito, quando o Pastor Jedaías não pregava, pregava seu irmão Gedelti ou alguém designado pela família Gueiros". Jabes Gueiros foi diácono. A esposa do Rev. Jedaías, Sra. Nelly Rabelo Gueiros, foi regente do Coral e supervisora da Liga Juvenil. Jurama Barros Gueiros, esposa de Gedelti e filha de Manoel dos Passos Barros, foi presidente da SAF em 1963, sendo substituída em 1964 por sua cunhada, Jerusa Gueiros Samú.
Tudo corria nos conformes, apesar da supremacia dos Gueiros, até que em 28 de novembro de 1965 ocorreu a eleição para Pastor Titular. Concorreram para a dita eleição os Reverendos Sebastião Bitencourt dos Passos, vindo do sul do Estado do Espírito Santo, pouco conhecido em Vila Velha, e Jedaías Victalino Teixeira Gueiros, recém-chegado do Rio de Janeiro, para onde tinha sido transferido após sua renúncia à titularidade da PIPBVV cinco anos antes.
Naquele ínterim, haviam-se juntado à igreja novas famílias e membros, mas os Gueiros continuavam conhecidos e, até certo ponto, influentes. O Rev. Jedaías já era conhecido por muitos, de modo que era impensável outro resultado que não sua vitória na eleição para pastor titular. No entanto, por 62 votos contra 41 votos, o Rev. Sebastião Bitencourt dos Passos é eleito titular.
Fora um duro golpe e, segundo Dr. Joel Brinco, "a família Gueiros, liderada por Gedelti e seu pai, Abílio, inconformada com a eleição do Rev. Sebastião Bitencourt dos Passos (...), fez de tudo para anular a eleição junto ao PVTR - Presbitério de Vitória. Influente naquele presbitério, conseguiu, em parte, seu intento, pois o Presbitério acabou não aprovando a eleição do Rev. Sebastião (...) em virtude de preceitos constitucionais [Constituição da Igreja Presbiteriana do Brasil] indispensáveis.' ''Tais preceitos' nunca foram satisfatoriamente explicados pelo Presbitério." No entanto, o Presbitério atendeu o desejo da maioria da PIPBVV e manteve o Rev. Sebastião à frente da igreja, mas como Pastor Evangelista, tendo assumido o cargo aos 3 de maio de 1966 perante Conselho da Igreja.
A PIPBVV contava, em 1966 com oito presbíteros, a saber: Abílio Teixeira Gueiros, Alcary Simões, Amadeu de Oliveira Nascimento, Aníbal Brinco Filho, Gedelti Victalino Teixeira Gueiros, Leôncio Antônio Medeiros (Vice-Presidente do Conselho da Igreja), Manoel Gomes Pereira e Wilson Barbosa dos Santos. Destes oito, três estavam contra o Rev. Sebastião (Abílio, Alcary e Gedelti), enquanto que o Rev. Sebastião contava com apoio dos cinco restantes (Amadeu, Aníbal, Leôncio, Manoel e Wilson). Ocorre que, aos 21 de maio de 1966, o Conselho da Igreja se reuniu sem a presença dos presbíteros Abílio, Alcary e Gedelti, uma vez que estavam sem pastor efetivo desde 28 de novembro do ano anterior, quando da suspensão da eleição, a fim de solicitar ao Presbitério de Vitória para que "lhe designasse Pastor-Efetivo pelo período de três anos, tendo seu pedido atendido, sendo o Rev. Sebastião designado para o cargo até a data de 23 de maio de 1969."

## Fundação da Igreja Cristã Maranata
Em 18 de dezembro de 1966, Gedelti elogiou o desempenho do Rev. Sebastião, na reunião do Conselho, além de prestar-lhe "votos de sucesso para o ano de 1967. Tais votos nunca foram marcados pela sinceridade pois a grande oposição ao Pastor Sebastião começou, exatamente, no início daquele ano de 1967, encabeçada por Gedelti".
Em 1º de maio de 1967, a Congregação Presbiteriana de Cruz do Campo, popularmente conhecida como "A Toca", foi organizada e Itamar Médice esteve por responsável dela, até este dividir sua responsabilidade com Alcary Simões, sendo este influenciado, segundo Dr. Joel Brinco, por Gedelti, que financiava a construção da congregação sob a roupagem de "ofertas voluntárias".
Na referida Congregação, Gedelti e Abílio, ainda segundo BRINCO, "comandavam uma rebelião no seio da Igreja Presbiteriana de Vila Velha, contra o Rev. Sebastião, chegando a exercer sua má influência sobre quase metade dos membros. Tentavam introduzir doutrinas alheias ao presbiterianismo, dando ênfases à revelações, profecias e dons de línguas." Tentaram influenciar a Congregação do Bairro da Glória, mas sem sucesso, diferente de Cruz do Campo.
Na Semana Santa de 1967, o Rev. Sebastião foi impedido de pregar naquela Congregação por Alcary Simões e Itamar Médice, a fim de que o Pr. Jonas José Marques, da Igreja Evangélica Congregacional do Brasil, mas simpatizante com o pentecostalismo, pregasse. O reverendo foi impedido por três sábados naquela oportunidade. Conforme relato de Joel Ribeiro Brinco, testemunhado pelo Sr. Valentim Pinto da Vitória, o Sr. Teodolino Vieira disse ao Rev. Sebastião que "a doutrina pregada na Congregação de Cruz do Campo era a 'busca do batismo com o Espírito Santo e os dons espirituais, de acordo com o Movimento de Renovação  Carismática'  e  que a liderança da Congregação convidava pregador e à revelia do Conselho da Igreja. Ao final, chamou o Pastor de 'Editor de Bula Papal' e responsável por todos os problemas da Igreja Presbiteriana de Vila Velha, por ter vetado uma série de pregações de Jonas Marques na sede da Igreja".
O Rev. Sebastião cede à pressão e deixa a Congregação sob o domínio do Gueiros. No entanto, o Rev. Sebastião denunciou tais fatos ao Presbitério, que, prontamente, criou uma Comissão para averiguação, formada pelos reverendos (presbíteros docentes) Francisco da Silva Neto, Wellsse Guida e Rubens Duarte Albuquerque e pelos presbíteros regentes Jaime Cláudio e Manoel dos Passos Barros (sogro de Gedelti). Na denúncia, o Rev. Sebastião solicitou seu afastamento temporário (60 dias) do Conselho da Igreja para evitar confrontos.
Como resposta às acusações, foi redigido o seguinte abaixo-assinado:
“Nos, abaixo assinados, membros da Igreja Presbiteriana de Vila Velha, e presbíteros eleitos, desejamos expressar formal e enfaticamente, nossa discordância pela maneira com que estamos sendo tratados, especialmente usando nosso “direito de protestar” contra a resolução do Presbitério em sua reunião extraordinária que resolveu, sem motivo que se possa justificar, isto é, sem documento legal, ou coisa semelhante, convocar o Conselho sob a tutela ou assessoramento de membro desse Concílio. Não podemos, Sr. Presidente, entender qual a finalidade e objeto de tal convocação, feita fora dos limites de nossa jurisdição e ainda sem o necessário discernimento da matéria a ser tratada, em meio a convocação e exercício pleno do Presbitério. Estranhamos que, em tão longa vida deste Conselho, só agora e de modo improvisado, fôssemos convocados para uma reunião de cuja agenda nada podemos informar, pois não temos conhecimento da existência de qualquer papel tramitado por esta competente via. Assim afirmando, queremos levantar nosso protesto por qualquer por qualquer resolução que se venha praticar sob qualquer pretexto ou razão, especialmente por assuntos que não foram considerados preliminarmente por este Conselho ou que fira o preceito legal da Constituição da Igreja (CI) no seu artigo 63, que ensina aos neófitos: “Nenhum documento subirá a qualquer Concílio…” Qualquer atitude assumida por infringência de nossa Lei Magna, reguladora de nosso comportamento, será por nós considerada nula, pleno 'jure ex-vi' o artigo 14, que diz: 'São nulas de pleno direito quaisquer disposições que, no todo ou em parte, implícita ou expressamente, contrariem ou ferirem a CI da Igreja Presbiteriana do Brasil.' Vila Velha, 4 de julho de 1967. Ass: Gedelti Gueiros, Abílio Gueiros e Alcary Simões.” – Igreja Presbiteriana de Vila Velha: 50 anos de história
Não obstante, Gedelti, desta vez sozinho, afirma "ipsis literis":
“Gedelti V. T. Gueiros, abaixo assinado, membro deste Conselho e representante da Igreja junto ao Presbitério, no uso de suas atribuições constitucionais da Igreja Presbiteriana do Brasil, vem com respeito, protestar e denunciar o seguinte: “O Rev. Sebastião Bitencourt dos Passos apresentou à Comissão Executiva do Presbitério de Vitória queixa contra presbíteros da Igreja de Vila Velha que, para maior esclarecimento, podemos dividir em duas partes: 1ª) Queixa contra três presbíteros: Abílio, Gedelti e Alcary. 2ª) Queixa contra suposta infiltração do Movimento de Renovação Espiritual. O referido Pastor não deu ciência ao Conselho do encaminhamento desse papel, ficando ilegal qualquer reunião que venha tratar deste assunto com a presença do Presbitério ou Comissão Especial, sem o convite do nosso Conselho, pois a CI no artigo 63 diz: “Nenhum documento subirá a qualquer Concílio, se não for por intermédio do inferior competente, salvo quando este se recusar a encaminhá-lo”. O artigo 19 do Código Disciplinar (CD) estabelece o seguinte: “Compete aos Conselhos processar e julgar originariamente membros e oficiais da Igreja.” Não sendo maioria do Conselho implicada na queixa, nem tão pouco ministro, não poderá prevalecer o artigo 45 do CD, nem o artigo 20, que diz: “Compete ao Presbitério: I – Processar e julgar originariamente: a) Ministros; b) Conselhos”. O artigo 81, letra c da CI, usado como pretexto da referida reunião, está mal empregado à luz das razões acima expostas e, por este motivo, deixo de reconhecer a legalidade da reunião do Conselho, pedindo que o referido protesto seja inserido na ata desta sessão nos termos em que está redigida. OBS: Requeiro, em tempo, que seja encaminhado ao Presbitério cópia do presente protesto. Para clareza firmo o presente. Ass: Gedelti Victalino Teixeira Gueiros (presbítero).”

– Igreja Presbiteriana de Vila Velha: 50 anos de história.
O Presbitério decidiu por determinar que, naqueles tempos, os membros se abstivessem de enveredarem-se pelos caminhos do pentecostalismo, sabatismo e de permitir de não-presbiterianos assumissem os púlpitos. Tais recomendações não foram seguidas pelos rebeldes Abílio, Gedelti e Alcary. A própria Igreja Cristã Maranata afirma que seu primeiro culto oficial foi aos 31 de outubro de 1967, sendo que o Presbitério somente reconheceu a cisão em 29 de dezembro do mesmo ano. Aos 3 de janeiro de 1968 a nova denominação era organizada com o nome de "Igreja Cristã Presbiteriana" (nome mantido até 1980). Em 22 de janeiro de 1968, o presbítero Manoel dos Passos Barros, quem editou a ata de organização e o primeiro estatuto da denominação, registra em cartório. Para organização da igreja, valeram-se o Rev. Milton Leitão, que havia sido excluído da Igreja Presbiteriana do Brasil, que se refugiou ali, até ser dispensado. Arrependido, o Rev. Milton Leitão voltou ao presbiterianismo.
Seguiram Gedelti mais de 70 membros adultos e 11 menores somente da Primeira Igreja Presbiteriana de Vila Velha, afora os de outras igrejas federadas à Igreja Presbiteriana do Brasil e demais denominações tradicionais. Em 1970 o próprio Alcary Simões voltou ao presbiterianismo. Acontece que o Rev. Jedaías Gueiros acompanhou sua família, mas não permaneceu muito tempo na nova denominação. Tornou-se juiz, conforme denuncia o Dr. Joel Ribeiro Brinco em sua biografia.
No ano de 2007, após o falecimento de seu cunhado, esposo de Sara Victalino Gueiros Dodd, o Pr. Edward Hemming Dodd (2º Presidente da Igreja Cristã Maranata), Gedelti assume a presidência da Igreja Cristã Maranata, cargo no qual permanece até a atualidade. Sua administração, na Igreja Cristã Maranata foi focada na "unificação da doutrina" por meio de pregações e estudos transmitidas via satélite, que deveriam ser assistidos por todos os membros reunidos nos muitos templos espalhados pelos mais de 90 países em que está a denominação Maranata.
Em 2019, a convite do Presidente Donald Trump, participou do 67º Café da Manhã Anual com Oração ("67º National Prayer Breakfest").
Em 2020, acerca do Pr. Jonas José Marques, a Igreja Cristã Maranta, muitas de suas doutrinas tiveram origem no Pr. Jonas José Marques, que havia deixado a Igreja Congregacional. Numa biografia sobre a canção "Aquilo que fui não sou mais", composta pelo referido pastor, a instituição, sobre ele, afirma:
Para seus irmãos em Cristo, [Pr. Jonas José Marques] deixou, além de seu testemunho de fé e servidão a Deus, registros doutrinários e proféticos que nortearam a Igreja Cristã Maranata, desde sua formação até os dias de hoje e enquanto existir.

## Processos Judiciais

### Processos contra ex-membros da Maranata
Juntamente com a Igreja Cristã Maranata, ou sem figurar parte com esta, tem aberto diversos processos (assédio judicial) contra ex-membros ou apologistas que fazem críticas às doutrinas que prega ou aos que relembram das acusações criminais que sofrem tanto o pastor quanto a instituição, dentre os quais destaca-se o Pr. Sólon Pereira (ex-pastor da Maranata). e o Teólogo e escritor Junior Magalhães.

### Prisão
Foi preso em 2013 após denúncias do Ministério Público do Espírito Santo. Em 2016 foi expedido seu habeas corpus pelo Ministro Enrique Ricardo Lewandowski do Supremo Tribunal Federal, estando, no entanto, em trâmite a ação criminal na 8ª Vara Criminal de Vitória.

## Doutrinas
Gedelti foi conhecido por defender doutrinas “reveladas”, das quais destacam-se “quinta medida” e “clamor pelo sangue de Jesus”. Em seu livro "Resumo Histórico, Profético e Doutrinário - volume II", o Pr. Gedelti afirma que: "... a tradição perdeu o sentido do projeto e já não sabe onde está, rejeitando o batismo com o Espírito Santo, os dons espirituais e a Palavra Revelada - recursos colocados à disposição dos crentes para serem vitoriosos nesse tempo, um projeto que o Senhor tem estabelecido para a Igreja Fiel nos últimos dias. Fato esse que nos levou ao afastamento e rejeição da doutrina pregada pela 'tradição', visto que a tradição vivia e vive da mesma ortodoxia vazia e sem conteúdo profético, estagnada - uma história envelhecida, já sem frutos, como resultado do fracasso teológico que capitulou diante das ideologias estabelecidas pela razão".
Alegava ter recebido de Deus, junto com a Igreja, um estudo sobre "as medidas do universo", em que afirma que as quatro primeiras medidas são altura, largura, profundidade e tempo, e que a Quinta Medida, amplamente difundida na Igreja Cristã Maranata, é a razão pela qual o cristão poderá transcender. A Quinta Medida seria a Revelação, isto é, "Bíblia 'além' da letra". Alega que "quinta medida, essencial para a vida, um elo que é capaz de ligar o homem à eternidade através do Senhor Jesus, que poderá ser compreendido como revelação. Portanto, para o crente, além das quatro medidas da física moderna, existe uma quinta medida, que é a revelação, responsável pela transcendência da Palavra de Deus, como Palavra revelada...". Entende-se a "Palavra revelada" a interpretação alegórica de passagens Bíblicas num sistema de interpretações desenvolvido pela Igreja Cristã Maranata, conforme informam, por "revelação".
Ademais, afirma que o arrebatamento da Igreja acontecerá antes da Grande Tribulação e que será no tocar da quarta trombeta, que seria a última para os cristãos, tratando-se de uma posição que distingue a Igreja Cristã Maranata das demais denominações cristãs.

## Morte
Em 2025, o pastor Gueiros enfrentou problemas de saúde, mas mesmo assim continuou liderando a Igreja Cristã Maranata e apresentando, aos domingos, a Escola Bíblica, como de costume.
No entanto, no dia 3 de julho, aos 93 anos, ele sofreu um infarto e precisou ser internado na UTI (Unidade de Terapia Intensiva). Diante da gravidade do quadro, as igrejas locais organizaram uma corrente de oração contínua em seu favor, com os membros se revezando em turnos de 15 minutos cada, bem como a realização de três cultos diários em favor de sua saúde (12h, 15h e 18h).
Morreu em 5 de julho de 2025, aos 93 anos, vítima de infarto, tendo deixado uma filha, Jurama Bitran. O governador do Espírito Santo, Renato Casagrande, decretou luto de 3 dias.

### Homenagens
Por ocasião de seu falecimento, Gedelti recebeu diversas homenagens, tanto de autoridades quanto de instituições diversas. Sua morte foi amplamente repercutida na imprensa, sendo noticiada inclusive em veículos de alcance nacional, como o Jornal Nacional, da Rede Globo.
O Município de Vitória, por meio do Decreto n.º 25 402, de 2025, decretou 3 dias de luto oficial.

#### Autoridades políticas
O ex-presidente Jair Bolsonaro tuitou: "Com pesar e reverência nos despedimos do pastor Gedelti Victalino Teixeira Gueiros, fundador e presidente da Igreja Cristã Maranata, que partiu para a eternidade na manhã de hoje, aos 93 anos. Homem de fé inabalável, Gedelti foi instrumento usado por Deus para edificar vidas, edificar uma obra e edificar a história de uma igreja que ultrapassou fronteiras. Sua trajetória foi marcada por coragem, dedicação e entrega. Prova disso foi a celebração, em 2018, dos 50 anos da Igreja Cristã Maranata no Senado Federal - momento em que estivemos presentes (foto) e de reconhecimento público por décadas de trabalho evangelístico, social e espiritual sob sua liderança. A imagem do pastor Gedelti naquele plenário, de pé, firme em sua missão, permanece como símbolo de um legado que não se apaga. Neste momento de dor, elevamos nossas orações ao Pai Celestial para que console a família, os irmãos em Cristo e todos que tiveram o privilégio de conviver com ele. Que o Espírito Santo, nosso Consolador, renove as forças e traga paz aos corações enlutados. Pastor Gedelti combateu o bom combate, completou a carreira e guardou a fé. Descansa agora na eternidade, onde não há mais dor nem lágrimas, mas a plena presença do Senhor".
Renato Casagrande, Governador do Estado do Espírito Santo, no Twitter, escreveu: "Com profundo pesar, recebo a notícia do falecimento do Pastor Gedelti Gueiros, fundador da Igreja Cristã Maranata. Um homem de fé, que dedicou sua vida ao Evangelho e tocou milhares de pessoas com sua missão. Minha solidariedade a sua família e à Igreja Maranata. Decretarei luto oficial de três dias".
O Governador do Estado de São Paulo, Tarcísio de Freitas, por meio de seu Instagram, postou: "Meus mais profundos sentimentos pelo falecimento do pastor Gedelti Victalino Teixeira Gueiros, fundador e presidente da Igreja Cristã Maranata. Com uma trajetória de fé e dedicação, teve sua vida voltada à palavra de Deus e construiu um legado de trabalho social e evangelismo que não se apagará. Reverenciamos a sua vida e com gratidão nos despedimos".
O ex-senador Magno Malta, escreveu nas redes sociais: "Com imenso pesar, recebo a notícia do falecimento do Pastor Gedelti Gueiros, fundador e presidente da Igreja Cristã Maranata. Tive com ele uma ligação histórica, profunda e marcada por fé, respeito e admiração. Seu legado ultrapassa templos e fronteiras. Ele não foi apenas um líder — foi um servo que ousou crer, construir e pastorear com coragem por mais de cinco décadas. Hoje, meu coração se refugia nesta palavra: saudade. E é com uma de suas mensagens que começo o dia, em oração, abraçando toda a sua família e os irmãos e irmãs da Maranata no Brasil e no mundo. O Pastor Gedelti partiu, mas sua voz permanece ecoando entre os que esperam a volta do Senhor. Maranata! 'Preciosa é à vista do Senhor a morte dos seus santos.' (Salmo 116:15 - NVI)".
O prefeito da cidade de São Paulo, Ricardo Nunes, tuitou: "Hoje nos despedimos com tristeza de um homem exemplar e grande evangelizador, o Pastor Gedelti Victalino Teixeira Gueiros, fundador e presidente da Igreja Cristã Maranata, aos 93 anos. O Pastor Gedelti deixa um legado de trabalho pela evangelização. Nossos sentimentos a família e toda comunidade Maranata".
O deputado estadual do Espírito Santo Dr. João Coser publicou: "Recebi com tristeza a notícia do falecimento do pastor Gedelti Gueiros, fundador da Igreja Cristã Maranata. Pastor Gedelti era um grande líder religioso, grande homem e, no meu caso, um amigo. Dedicou sua vida à construção de um mundo mais justo. Tenho gratidão pelo que ele fez por nossa sociedade e pela forma sempre muito carinhosa com que ele me recebeu. Que Deus o acolha em seu infinito amor e misericórdia, e conforte o coração da família, dos amigos e de todos da Igreja Maranata".

#### Maçonaria
A Grande Loja Maçônica do Estado do Espírito Santo, na pessoa de seu Grão-Mestre, Valdir Massucatti, publicou nota oficial: "A Grande Loja Maçônica do Estado do Espírito Santo manifesta, com profundo pesar, suas condolências a toda a comunidade da Igreja Cristã Maranata pelo falecimento do Pastor Gedelti Gueiros, um de seus fundadores. Pastor Gedelti foi um grande missionário da fé e defendor dos valores da família, e sempre será lembrado por seu legado. Descanse em paz!". A nota foi endossada por membros, que rogaram ao Grande Arquiteto do Universo por sua recepção ao Oriente Eterno.

#### Igreja Renascer em Cristo
O Apóstolo Estevam Hernandes, líder da Igreja Renascer em Cristo, também lamentou o passamento de Gedelti em seu Instagram: "Com pesar, nos despedimos do pastor Gedelti Victalino Teixeira Gueiros, fundador da Igreja Cristã Maranata (@igrejacristamaranata_oficial), que partiu aos 93 anos. Neste vídeo mostra o pastor se despedindo da Igreja no último sábado! Homem de fé e coragem, deixou um legado marcante na história da igreja, que em 2018 teve seus 50 anos celebrados no Senado Federal. Sua vida foi dedicada à obra de Deus, edificando vidas e ultrapassando fronteiras. Oramos para que o Espírito Santo console sua família, os irmãos em Cristo e todos que conviveram com ele. Pastor Gedelti completou sua missão com fidelidade e agora descansa na presença do Senhor. Apóstolo Estevam, família e Igreja Renascer".

#### Personalidades
O Imortal da Academia Brasileira de Letras e amigo pessoal de Gedelti, Carlos Nejar, também o homenageou por meio do Instagram: "Dentista, antes mestre na universidade, dedicava-se com afã e perícia na profissão e tem um ministério evangélico dos mais abençoados. Um homem de Deus, entre os raros que conheci. Foi pai espiritual de muitos , ajudando , com poder do Alto, o crescimento no Espírito Santo, Estado que não tem esse nome em vão. Era generoso e parecia duro. Tinha autoridade e o coração de menino. Talvez se teria escondido com esta crônica e dito: 'nada se refere a mim'. Mas se refere. Um dia, há mais de 28 anos , em Petrópolis, eu o escutei pregar sobre Moisés e não esqueci nunca mais. Falou que o líder do povo de Israel no deserto foi tão nobre, que mesmo sabendo não entrar na Terra Prometida, levou até o fim sua missão. Dediquei-lhe meu poema – 'Moisés', de 'Os Viventes' (Ed. Leya). Porque tudo tem sentido, ainda que não se alcance. E as coisas que parecem não terem acontecido, já estão acontecendo. Era de uma  pernambucana, que se radicou em Vila Velha, para o bem de tantos, como eu. Nos momentos difíceis , um pai. Nos extremos, pastor e conselheiro. Sábio, prudente, não admitia injustiça , nem perseguição e muito menos exercia política. Deus o pôs à testa de uma grande denominação, mas é Deus que aparece. Os templos são simples, funcionais, sem suntuosidade. No Manaim, de Domingos Martins , acolhe milhares de pessoas, de vários pontos do País e do estrangeiro, em torno do conhecimento da Obra de Deus, com uma doutrina de salvação, experiências e sinais, fundada no Evangelho. Não preciso elogiá-lo, nem carece disso. Mas tenho lembrado o bem que dele recebi, a amizade com que me honrou , o respeito com o direito à diferença e a singularidade do amor  que o marcava. E a certeza de que um homem só é grande pela fé. Eu o recordo, vivo na memória. Com afeto. Seu nome, Gedelti Gueiros."

### Velório
O corpo foi velado inicialmente no sábado, dia 5 de julho, data do óbito, tendo reunido familiares e liderança da Igreja Cristã Maranata, no Maanaim de Carapina, no município de Serra. A Escola Bíblica Dominical - tradicionalmente conduzida por Gedelti e transmitida via satélite a todas as igrejas da denominação - foi programada, em 6 de julho de 2025, às 10h, para ocorrer com a presença de seu corpo no mesmo local em que foi velado, Maanaim de Cariacica - em vez do Maanaim de Domingos Martins. O culto fúnebre, também com transmissão on-line, foi agendado para as 13h, e o sepultamento, previsto para as 16h, ocorrerá no Cemitério Parque da Paz, em Vila Velha.

## Livros
1. 2018: "Fé - Sua Manifestação Histórica e Profética" - Igreja Cristã Maranata;
2. 2018: "Resumo Histórico, Profético e Doutrinário - volume I" - Igreja Cristã Maranata;
3. 2018: "Resumo Histórico, Profético e Doutrinário - volume II" - Igreja Cristã Maranata;
4. 2019: "Mensagens para Pastores, Obreiros e Senhoras - volume I" - Igreja Cristã Maranata;
5. 2019: "Mensagens para Pastores, Obreiros e Senhoras - volume II" - Igreja Cristã Maranata;
6. 2020: "O louvor da Igreja Fiel" - Igreja Cristã Maranata.

## Honrarias e homenagens
Recebeu, também, como honrarias:
- 20 de agosto de 2018: Comenda Jerônimo Monteiro (conferida pelo Governador Paulo Hartung, pelos serviços prestados ao Estado do Espírito Santo);
- 25 de outubro de 2018: Comenda Gilson Coutinho Barros (maior honraria da Assembleia Legislativa do Estado do Espírito Santo conferida a dentistas).
- 24 de novembro de 2022: criação da Comenda de Honra ao Mérito Legislativo Gedelti Victalino Teixeira Gueiros, pela Assembleia Legislativa do Estado do Espírito Santo (proposta pelos deputados Capitão Assumção, do PL, e Hudson Leal, Republicanos, ambos membros da Igreja Cristã Maranata), para honrar membros da Igreja Cristã Maranata.

### Póstumas
Gedelti morreu em 5 de julho de 2025, mas continuou a receber homenagens, como:
- 15 de julho de 2025: criação da Comenda Pastor Gedelti Victalino Teixeira Gueiros, pela Câmara Municipal de Vitória (proposta pelos vereadores Davi Esmael, do Republicanos, e Anderson Goggi, do PP, sendo o vereador Davi membro da Igreja Cristã Maranata), para honrar líderes cristãos;[47][48]
- 17 de julho de 2025: Sessão Especial em sua homenagem, pela iniciativa do senador Magno Malta (Requerimento n.º 544, de 2025), amigo de Gedelti.[49]

## Legado
Gedelti foi o fundador e principal líder da Igreja Cristã Maranata (ICM), denominação evangélica brasileira estabelecida em 1968. Desde os primeiros anos da instituição, exerceu papel proeminente na condução espiritual e doutrinária da igreja, consolidando-se, ao longo do tempo, como sua principal liderança e referência organizacional, cargo que veio a ocupar formalmente em anos posteriores (2007).
Durante mais de cinco décadas, exerceu uma liderança contínua, marcadamente centralizadora, e amplamente reconhecida como estruturante. Promoveu uma rígida uniformização teológica, administrativa e litúrgica, com ênfase na disciplina e na obediência institucional.
No campo doutrinário, elaborou interpretações e sistematizações inéditas da fé cristã, frequentemente apresentadas sob a compreensão de revelações progressivas (doutrina da "Palavra Revelada"), as quais difundiu amplamente por meio dos seminários da igreja e transmissões regulares, zelando com rigor por sua preservação ao longo dos anos.
Firmou-se, assim, como o eixo interpretativo da ICM, tendo formado um corpo teológico distinto, fundamentado em sua visão da revelação e da escatologia. Foi pioneiro na utilização de transmissões via satélite para alcançar simultaneamente os membros em diversas regiões do Brasil e do exterior, fortalecendo a unidade interna da denominação sob sua orientação singular.
Sua atuação deixou marcas duradouras na estrutura eclesiástica da Maranata, consolidando um modelo de governo centrado na unidade e na direção doutrinária por ele estabelecida, alicerçado em sua particular abordagem interpretativa das Escrituras e na aplicação metódica dos ensinamentos que organizou.
Sob sua liderança, a igreja alcançou visibilidade em meios de comunicação impressos (revistas e jornais) e audiovisuais (TV Globo, Band e RedeTV!), além de ampliar significativamente sua presença internacional.
É lembrado por seus seguidores como voz determinante na construção da identidade institucional da ICM e na preservação da doutrina que apresentou e defendeu com tenacidade até o fim de sua vida, aos 93 anos. Para eles, foi um homem carismático e afável, cuja liderança - por vezes rígida - era percebida como expressão de um zelo intenso pela “Obra”, como é chamada a Maranata por seus membros.
Por seus críticos, é lembrado pela imposição de novas revelações doutrinárias, contra as quais não aceitava oposição, tendo processado judicialmente seus opositores e incentivado a membresia a não comungar com ex-membros, ainda que familiares. Também é associado aos escândalos de 2012 e 2013, período em que chegou a ser preso e em que a instituição teve seu nome publicamente vinculado a investigações sobre corrupção e má gestão de recursos.